# Clavija elliptica
Clavija elliptica är en viveväxtart som beskrevs av Carl Christian Mez. Clavija elliptica ingår i släktet Clavija och familjen viveväxter. Inga underarter finns listade i Catalogue of Life.